# Fatih Sultan Mehmet-broen
Fatih Sultan Mehmet-broen (Tyrkisk: Fatih Sultan Mehmet Köprüsü) er en bro i Istanbul, der krydser Bosporus og forbinder Europa og Asien. Den er 1.510 meter lang og 39,4 meter bred, med et frit spænd på 1.090 m. 
Broen er opkaldt efter den osmanniske sultan Mehmet II, der indtog Konstantinopel i 1453 og væltede det byzantinske rige.
Den 39 meter brede bro består af otte kørebaner og to nødspor. I morgenmyldretiden er der fem spor mod vest og tre øst, mens der i aften myldretiden er fem spor mod øst og tre vest.
41°5′28.34″N 29°3′40.77″Ø / 41.0912056°N 29.0613250°Ø